# Shahar Hirsh
Shahar Hirsh (in ebraico שחר הירש‎?; Haifa, 13 febbraio 1993) è un calciatore israeliano, centrocampista dell'Hapoel Kfar Shalem.

## Carriera
Ha giocato nella massima serie israeliana.